# Rob Estes

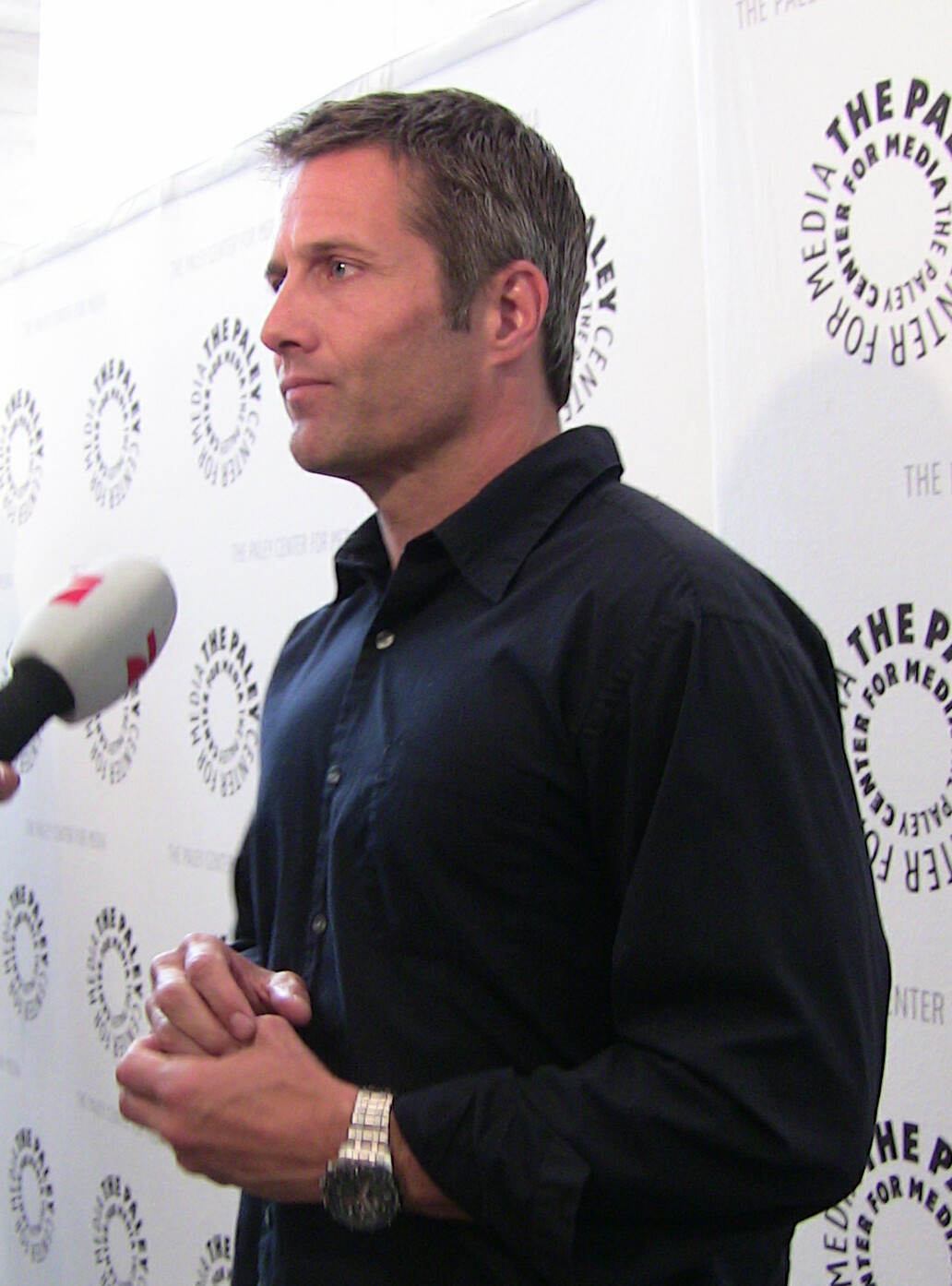
Rob Estes

Rob Estes (* 22. Juli 1963 in Norfolk) ist ein US-amerikanischer Schauspieler und Regisseur.

## Biografie
Seinen Abschluss machte Estes an der University of Southern California.
Bekannt wurde er gemeinsam mit seiner TV-Filmpartnerin Mitzi Kapture von 1991 bis 1995 als Palm Beach-Duo (engl. Originaltitel: „Silk Stalkings“ – Drehort: San Diego, Kalifornien, USA) in 74 bzw. 75 Auftritten – als Sgt. Chris Lorenzo und als Police Sgt. Rita Lee Lance. Zwischenzeitlich wandelte er 1994 als Privatdetektiv Mike Hammer in dem Fernsehfilm Mike Hammer – Auf falscher Spur auf Mickey Spillanes Spuren. Das Besondere dabei war, dass auch hier die zweite (Dauer-)Nebenrolle neben seiner Sekretärin Velda – die des Police Captains Pat Chambers – von einer Frau verkörpert wurde; da der US-amerikanische Vorname „Pat“ für Personen beiderlei Geschlechts verwendet wird, erschien die Auslegung der Buchvorlage in dieser Weise legitim.
Danach spielte Estes die Rolle des Kyle McBride in der Fernsehserie Melrose Place. Von 1996 bis 1999 spielte er in dieser Serie und hatte danach Auftritte u. a. in den Fernsehserien Susan und Providence. In dem Actionfilm Terror in the Mall spielte er 1998 einen aus dem Gefängnis entflohenen Mörder. In der Serie Gilmore Girls absolvierte Rob Estes 2003 zwei Gastauftritte als Vater von Jess (Milo Ventimiglia). Ein geplanter Ableger der Serie, in der er als Jess’ Vater die Hauptrolle spielen sollte, wurde nicht realisiert.
2005 drehte er an der Seite seiner Frau Josie Bissett den Fernsehfilm I Do, They Don’t. Er hatte vorübergehend eine fortlaufende Rolle in der Fernsehserie CSI: Miami und war seit 2007 in der Serie Women’s Murder Club zu sehen. Von 2008 bis 2010 wirkte Rob Estes nach Melrose Place auch in zwei Staffeln von 90210, dem zweiten Ableger der Serie Beverly Hills, 90210, mit.
Mit der Schauspielerin Josie Bissett, die er 1991 bei einem Vorsprechen für die Fernsehserie Melrose Place kennenlernte und am 1. Mai 1992 heiratete, hat er zwei Kinder. Das Paar trennte sich 2005 und reichte 2006 die Scheidung ein.

## Filmografie (Auswahl)
- 1987: Die Herzensbrecher von der letzten Bank (Student Exchange)
- 1989: Phantom Nightmare – Phantom des Todes (Phantom of the Mall: Eric’s Revenge)
- 1991–1995: Palm Beach-Duo (Silk Stalkings, Fernsehserie)
- 1992: Die Asse der stählernen Adler (Aces: Iron Eagle III)
- 1993, 1996–1999: Melrose Place (Fernsehserie)
- 1994: Mike Hammer – Auf falscher Spur (Come Die with Me)
- 1996: Sündiges Geheimnis – Ich liebe den Freund meiner Mutter (Sweet Temptation)
- 1996: Ende der Unschuld (The End of Eden)
- 1997: Anleitung zum Mord (Close to Danger)
- 1998: Terror in the Mall
- 1999–2000: Susan (Fernsehserie, 20 Folgen)
- 2000: Providence (Fernsehserie, 7 Folgen)
- 2003: S.O.S. – Angriff auf das Traumschiff (Counterstrike)
- 2003: Gilmore Girls (Fernsehserie, 2 Folgen)
- 2006–2007: CSI: Miami (Fernsehserie)
- 2007–2008: Women's Murder Club (Fernsehserie)
- 2008–2010: 90210 (Fernsehserie)
- 2018: Famous in Love (Fernsehserie, 4 Folgen)
- 2022: After Ever Happy
- 2023: Beautiful Disaster
- 2024: Beautiful Wedding